# Клусово (Лотошинский район)
Клусово — деревня в Лотошинском районе Московской области России.
Относится к Ошейкинскому сельскому поселению, до реформы 2006 года относилась к Ошейкинскому сельскому округу. По данным Всероссийской переписи 2010 года численность постоянного населения деревни составила 6 человек (3 мужчин, 3 женщины).

## География
Расположена на правом берегу реки Ламы, примерно в 22 км к северо-востоку от районного центра — посёлка городского типа Лотошино. Ближайшие населённые пункты — деревни Максимово и Марково.

## Исторические сведения
До 1929 года входила в состав Ошейкинской волости Волоколамского уезда Московской губернии.
По сведениям 1859 года Клусово — сельцо при реке Ламе, с 26 дворами и 227 жителями (114 мужчин и 113 женщин), по данным на 1890 год число душ мужского пола деревни Клусова составляло 96.
По материалам Всесоюзной переписи населения 1926 года в деревне проживало 320 человек (147 мужчин, 173 женщины), насчитывалось 63 крестьянских хозяйства, имелась школа, располагался сельсовет.
В начале XX века в деревне была построена часовня при усадьбе Сипягиных и по проекту архитектора Н. В. Султанова планировалась постройка церкви в память министра внутренних дел Д. С. Сипягина, убитого эсерами. Часовня не сохранилась.

## Население
| 1852 | 1859 | 1926 | 2002 | 2006 | 2010 |
| ---- | ---- | ---- | ---- | ---- | ---- |
| 101  | ↗227 | ↗320 | ↘14  | ↘13  | ↘6   |